# Котюржинецька сільська рада (Красилівський район)
Котюржине́цька сільська́ ра́да — адміністративно-територіальна одиниця та орган місцевого самоврядування у Красилівському районі Хмельницької області. Адміністративний центр — село Котюржинці.

## Загальні відомості
- Населення ради: 698 осіб (станом на 2001 рік)

## Населені пункти
Сільській раді були підпорядковані населені пункти:
- с. Котюржинці
- с. Марківці

## Склад ради
Рада складалася з 12 депутатів та голови.
- Голова ради: Красуцька Казимир Борисович
- Секретар ради: Ділайчук Аліна Петрівна

### Керівний склад попередніх скликань
| Прізвище, ім'я, по батькові  | Основні відомості                                                               | Дата обрання | Дата звільнення |
| ---------------------------- | ------------------------------------------------------------------------------- | ------------ | --------------- |
| Возний Василь Васильович     | Сільський голова, 1964 року народження, освіта вища, безпартійний               | 26.03.2006   | 31.10.2010      |
| Возний Василь Васильович     | Сільський голова, 1964 року народження, освіта вища, безпартійний               | 31.10.2010   | 27.05.2012      |
| Красуцький Казимир Борисович | Сільський голова, 1958 року народження, освіта середня спеціальна, безпартійний | 27.05.2012   |                 |

Примітка: таблиця складена за даними сайту Верховної Ради України

### Депутати
За результатами місцевих виборів 2010 року депутатами ради стали:

#### За суб'єктами висування
| Суб'єкт висування               | Кількість обраних депутатів | %    |
| ------------------------------- | --------------------------- | ---- |
| Народна партія                  | 3                           | 25   |
| Самовисування                   | 3                           | 25   |
| Комуністична партія України     | 2                           | 16,7 |
| Партія регіонів                 | 2                           | 16,7 |
| Політична партія «Наша Україна» | 2                           | 16,7 |

#### За округами
| № округу                        | Прізвище, ім'я, по батькові  | Дата визнання обраним | Освіта             | Партійна приналежність                | Відомості про обраного депутата                 |
| ------------------------------- | ---------------------------- | --------------------- | ------------------ | ------------------------------------- | ----------------------------------------------- |
| Комуністична партія України     |                              |                       |                    |                                       |                                                 |
| 8                               | Гемба Олексій Степанович     | 01.11.2010            | середня            | позапартійний                         | тимчасово не працює                             |
| 11                              | Слабий Євген Миколайович     | 01.11.2010            | середня            | член Комуністичної партії України     | пенсіонер                                       |
| Народна Партія                  |                              |                       |                    |                                       |                                                 |
| 3                               | Ярмолюк Володимир Григорович | 01.11.2010            | вища               | позапартійний                         | Котюржинецьказ/о школа, вчитель                 |
| 5                               | Сверзоленко Марія Петрівна   | 01.11.2010            | середня спеціальна | позапартійна                          | тимчасово не працює                             |
| 12                              | Ткачук Лідія Гаврилівна      | 01.11.2010            | середня спеціальна | позапартійна                          | пенсіонер                                       |
| Партія регіонів                 |                              |                       |                    |                                       |                                                 |
| 7                               | Баляс Віталіна Федорівна     | 01.11.2010            | середня            | позапартійна                          | м-н"Хвилинка", продавець                        |
| 10                              | Заєць Наталія Олександрівна  | 01.11.2010            | середня            | позапартійна                          | Марковецький с/клуб, завідувачка клубу          |
| Політична партія «Наша Україна» |                              |                       |                    |                                       |                                                 |
| 4                               | Наконечна Олександра Юріївна | 01.11.2010            | середня            | член Політичної партії «Наша Україна» | магазинТППс. Котюржинці, продавець              |
| 9                               | Розумна Наталія Григорівна   | 01.11.2010            | середня            | позапартійна                          | магазинТППс. Марківці, продавець                |
| Самовисування                   |                              |                       |                    |                                       |                                                 |
| 1                               | Ястремська Надія Михайлівна  | 01.11.2010            | вища               | позапартійна                          | Котюржинецьказ/о школа, директор                |
| 2                               | Ділайчук Аліна Петрівна      | 09.04.2012            | середня спеціальна | позапартійна                          | Котюржинецька сільська рада, секретар виконкому |
| 6                               | Лебідь Людмила Степанівна    | 01.11.2010            | середня            | позапартійна                          | Котюржинецька загальноосвітня школа, техпрац    |